# Jacky Berdix
Jacky Berdix est un footballeur français international martiniquais, né le 29 août 1979 à Fort-de-France en Martinique. Il évolue au poste de défenseur avec le CS Case-Pilote en DH Martinique et avec la sélection de la Martinique.

## Biographie
Il débute avec la sélection de la Martinique le 30 septembre 2011 à l'occasion d'un match amical contre Antigua-et-Barbuda.
Il est retenu pour disputer la Gold Cup 2013 aux États-Unis. Titularisé contre le Panama, il est expulsé à la suite d'un deuxième carton jaune à la 73e. La Martinique s'incline finalement 1-0 à la suite d'un pénalty de Gabriel Torres à la 85e minute et malgré une prestation plus qu'honorable des matininos.